# Månstrandlöpare
Månstrandlöpare (Bembidion lunatum) är en skalbaggsart som först beskrevs av Caspar Erasmus Duftschmid 1812.  Månstrandlöpare ingår i släktet Bembidion, och familjen jordlöpare. Arten är reproducerande i Sverige.

## Bildgalleri

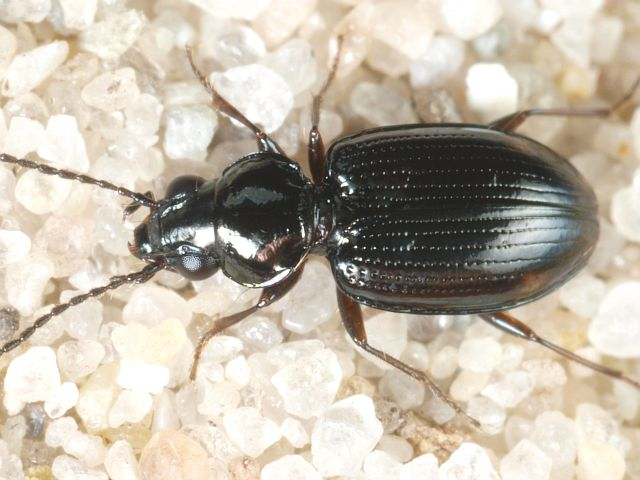